# Humanae salutis (León XIII)
Humanae salutis, en español "De la humana salvación", es una carta apostólica del papa León XIII, datada el 1 de septiembre de 1886 y mediante la que estableció la jerarquía católica ordinaria en la India, sustituyendo a las prefecturas y vicariatos apostólicos que había en ese momento.

## Contexto Histórico
La evangelización de la India en la Edad Moderna se desarrolló a partir de la llegada de los portugueses a Goa, contando con el apoyo de los reyes de Portugal, mediante la institución del Padroado. La decadencia del poder portugués en el siglo XVII, llevó consigo una disminución de los misioneros portugueses. Para resolver esa situación la Santa Sede comenzó, a través de la Congregación de Propaganda Fide, a enviar misioneros independientemente de Portugal, nombrando vicarios apostólicos en varios distritos. En los lugares en que estos vicariatos entraron en contacto con clero portugués se produjeron conflictos de jurisdicción, especialmente fuertes fueron en Bombay, que había sido cedida a los británicos en 1661.
En 1832, Roma pidió formalmente a Portugal que atendiera a las obligaciones del Padroado o que se retirase de él. Como no obtuvo respuesta la Santa Sede inicio una nueva organización de la jerarquía católica en la India, fundando varios vicariatos apostólicos. Pese a la necesidad objetiva de esas medidas, no fueron aceptadas por todos y algunos sacerdotes con sus comunidades se negaron a obedecer a los nuevos obispos. La situación se complicó con motivo de la revolución portuguesa de 1834 que llevó consigo la expulsión de los religiosos y la ruptura de relaciones con la Santa Sede. Con el fin de resolver el conflicto de jurisdicción en las diócesis sufragáneas de la archidiócesis de Goa, Gregorio XVI, mediante el breve Multa pareclare, del 24 de abril de 1838. suprimió provisionalmente la diócesis de Cochin, Cranganore y Mylapore, trasladando la jurisdicción a los vecinos vicariatos apostólicos.
Este breve fue, sin embargo, rechazada por el partido de Goa como espuria o al menos subrepticia, ya que sostenían que ni siquiera la Santa Sede podía legislar correctamente de esta manera sin el consentimiento del Rey de Portugal, como se declaró en las Bulas de fundación originales. Se produjo así, de hecho, un clima religioso-eclesial, que ha sido denominado frecuentemente como cisma de Goa, aunque ese término no resulta adecuado, en cuanto el clero de Goa no quería separase del papa. Tampoco los documentos oficiales de la Santa Sede han utilizado este término, aunque lamentaran esa situación e insistiesen en la necesidad de las medidas adoptadas.
El concordato con Portugal de 1834, al que se refiere esta carta apostólica, puso las bases para resolver esta situación, que fue implementada mediante la propia carta. Tras la pacificación de las comunidades cristianas de la India, León XIII, mediante la encíclica Ad extremas, del 16 de mayo de 1993, impulso la formación de clero indígena, imñulsando para esto la erección de seminarios en todas la diócesis de la India. 

## Contenido
Se inicia la carta recordando el encargo que hizo Jesús a los apóstoles

Humanae salutis auctor Iesus Christus, cum nos sanguine suo de servitute redemisset, et in caelos ad Patrem proxime esset rediturus, iis, quos Apostolos nominavit, alumnis disciplinae suae, et testibus rerum quas Ipse fecerat et docuerat, imbuendum caelesti doctrina mundum commisit
Jesucristo, autor de la salvación humana, cuando nos había redimido de la esclavitud con su sangre, y estaba a punto de regresar a los cielos junto al Padre, hizo, a los que nombró apóstoles, discípulos de su disciplina y testigos de las cosas que él había hecho. había hecho y enseñado, para imbuir al mundo con el conocimiento celestial

Se refiere después a la propagación del evangelio en la India por parte del apóstol Tomás, y cómo el recuerdo del apóstol y de su labor se ha mantenido entre los cristianos de aquellas tierras, a pesar de la propagación de los errores. Ese recuerdo facilitó la labor realizada siglos después por nuevos evangelizadores; de modo que alentada por ejemplos de virtud y por la sangre de los mártires, el nombre cristiano prosperó creciendo su número hasta alcanzar felizmente en toda la península un número del orden de un millón seiscientos mil fieles.
El papa expone brevemente el proceso evangelizador de la India, refiriéndose a la labor realizada, con la autoridad y misión del Romano Pontífice, por franciscanos, dominicos y jesuitas a principios del siglo XVI, en entre los que destaca la labor realizada por Francisco Javier. En la propagación del nombre cristiano, además del trabajo de los misioneros fue muy eficaz la labor de los Reyes de Portugal y el Algarbe, tal como reconoció León X, en Summam Nobis laetitiam (1513). Así, en los territorios obtenidos por los portugueses en la costa Malabar o en Coromandel, los pontífices cuidaron enviar sacerdotes de todas partes para poder atender a los fieles. En la medida en que se ampliaban las posesiones portuguesas se erigieron nuevas diócesis; entre ellas la diócesis de Goa, que Pablo IV, elevó en honor y derechos asignándole varias diócesis sufragáneas. Por lo demás, a la generosidad de los Reyes de Portugal dotando esas diócesis  respondieron los pontífices concediéndoles el derecho de patrocinio sobre diecinueve sedes episcopales.  
Pero con el paso del tiempo, continúa explicando la carta, circunstancias adversas y las guerras hicieron peligrar la propagación del evangelio, esto movió a la Santa  Sede a tomar medidas que asegurasen el cuidado de aquellas iglesias, contando con los trabajos de carmelitas, capuchinos, barnabitas y oratorianos.  

En los siglos XVII y XVIII, especialmente gracias al trabajo de los religiosos que la Sagrada Congregación había enviado a los indios para difundir el nombre cristiano, se fusionaron muchas comunidades cristianas; los Misioneros aprendieron las diversas lenguas de aquellas naciones; se dispuso de libros escritos en la lengua vernácula del pueblo; de este modo las almas de muchos quedaron imbuidas del espíritu de la institución católica y elevadas a la esperanza de las cosas celestiales

En la carta explica el papa cómo la extensión del cristianismo y la necesidad de salvaguardar la fe y evitar la introducción de ritos incompatibles con la fe movieron a Clemente XI a enviar a la India a Carlos Tomás de Tournon como Legado pontificio, Comisario y Visitador Apostólico de las Indias Orientales, a los papas; este cuidado del cristianismo en la India fue también preocupación de sus sucesores, confirmada por la constitución apostólica Omnium sollicitudine, del 12 de septiembre de 1774, que condenaba formalmente la introducción de esos ritos. Más adelante, Gregorio XVI entendió que la situación de las comunidades cristianas en aquella región, y especialmente la actitud del Sultán Tipu  contra los cristianos, requería necesariamente que 

la Sede Apostólica, en las nuevas circunstancias de los tiempos, acudiera en ayuda de la religión en peligro en ellas, y que la forma de gobierno eclesiástico debería moderarse de tal manera que fuera igual a obtener la seguridad de la fe (Carta Apostólica. Multa Preclare, 24 de abril de 1838)

Sin embargo, esos cuidados de la sede apostólica, con la erección de Prefecturas y Vicariatos apostólicos para distintas zonas no fueron bien entendidos por todos; con el deseo de superar esa disensión Pío IX celebró en 1857 un concordato con el rey de Portugal, pero varias dificultades impidieron su ejecución. Por esto, explica el papa León en esta carta, desde el inicio de su pontificado procuró resolver esta situación, lo que se consiguió con el nuevo concordato del 6 de enero de 1886; continúa la carta describiendo e identificando el modo en que, en ese momento, estaba organizada la jerarquía católica en la India, y la decisión adoptada, para adelante. 
- Se confirman y agrupan en una provincia la arquidiócesis de Goa, con el título honorífico de Patriarca de las Indias Orientales, y las diócesis sufragáneas de Cochin y Meliapor, erigiendo una nueva diócesis en Damao.
- Se erigen como diócesis todas las prefercturas y vicariatos apostólicos existentes en la península  de la India y en Ceilán; elevando a la dignidad de archiócesis las de Agra, Bombay, Verapolis,[5] Madras, Pondicherry , Calcuta, y Colombo
- Las diócesis de la provincia de Goa informarán del modo establecido a la Sagrada Congregación para asuntos extraordinarios de la Iglesia;[d] las demás diócesis a la Congregación de Propaganda Fide.

Termina la carta exhortando a los obispos, al clero y a los fieles la concordia de sus voluntades y la caridad mutua, con una conclusión que afirma formalmente la abrogación de cualquier disposición anterior de la Santa Sede, o de Sínodos diocesanos o provinciales, y la inviolabilidad de lo que en la carta se dispone.